# یوسیپ برکالو
یوسیپ برکالو (انگلیسی: Josip Brekalo؛ زادهٔ ۲۳ ژوئن ۱۹۹۸) بازیکن فوتبال اهل کرواسی است که در پست مهاجم بازی می‌کند.
از باشگاه‌هایی که در آن بازی کرده‌است می‌توان به باشگاه فوتبال دینامو زاگرب، باشگاه فوتبال اشتوتگارت و باشگاه فوتبال وولفسبورگ اشاره کرد.
وی همچنین در تیم ملی فوتبال کرواسی بازی کرده‌است.